# مطار ريتشاو
مطار ريتشاو شانزيهي (بالصينية: 日照机场)  مطار عام يقع بمدينة ريتشاو في شاندونغ في الصين. يبلغ طول المدرج 2600 م . حصل المطار على موافقة الحكومة الشعبية المركزية واللجنة العسكرية المركزية في أكتوبر 2013. يقع المطار في بلدة هوكون (后 村镇)، مقاطعة دونغقانغ. افتتح في 22 ديسمبر 2015.

## شركات الطيران والوجهات
| شركـات طيـران          | الوجهات                                                                                       |
| ---------------------- | --------------------------------------------------------------------------------------------- |
| 9 Air                  | مطار تشانغشا هوانغوا الدولي، مطار هايكو ميلان الدولي                                          |
| خطوط شرق الصين الجوية  | مطار كونمينغ جانغشوي الدولي، مطار ووهان الدولي                                                |
| خطوط جنوب الصين الجوية | مطار قوانغتشو باييون الدولي، مطار هاربين الدولي، مطار شنيانغ الدولي، مطار شينزين باوان الدولي |
| China United Airlines  | مطار بكين داشينغ الدولي                                                                       |
| Fuzhou Airlines        | مطار فوتشو تشانغله الدولي، مطار تيانجين الدولي                                                |
| Jiangxi Air            | مطار نانتشانغ تشانغبى الدولي                                                                  |
| طيران لونج             | مطار تشانغتشون الدولي، مطار هانغتشو شياوشان الدولي، مطار شانغهاي بودنغ الدولي                 |
| خطوط شانغهاي الجوية    | مطار داليان الدولي، مطار شانغهاي بودنغ الدولي                                                 |
| خطوط سيتشوان الجوية    | مطار جينغديو الجديد، مطار داليان الدولي                                                       |
| West Air ‏              | مطار تشونغتشينغ جيانغبى الدولي، مطار شنيانغ الدولي                                            |

## وصلات خارجية
- http://www.flightstats.com/go/Airport/airportDetails.do?airportCode=